# Edda Mussolini
Edda Mussolini, född 1 september 1910 i Forlí, Emilia-Romagna, död 9 april 1995 i Rom, var dotter till Benito Mussolini, Italiens diktator 1922–1943. 
Hon gifte sig 1930 med utrikesminister greve Galeazzo Ciano. 1943 försökte hon utan framgång övertala sina föräldrar att inte avrätta hennes make, vilket ledde till en brytning mellan dem. 
Hon flydde 1944 till Schweiz i förklädnad. Fyra månader efter krigets slut och skjutningen av Mussolini, på begäran av den italienska regeringen, lät schweizarna Edda lämna landet. Hon dömdes till två års fängelse på ön Lipari. Efter ett år drog hon nytta av amnestin som utfärdades av Palmiro Togliatti, justitieminister vid den tiden, och återförenades med sina barn.